# Asian dreams and greatest hits
Asian dreams and greatest hits is een postuum eerbetoon van platenmaatschappij EMI aan Jack de Nijs/Jack Jersey in 2007. Het is een dvd met clips uit historische tv-programma's, waaronder Toppop en het Duitse Musikladen en de door regisseur Theo Ordeman gemaakte tv-special in Indonesië van Jack Jersey, die in 1977 meerdere malen werd uitgezonden door de AVRO. Het bereikte nummer 51 van de Album Top 100 en bleef bij elkaar 5 weken in deze lijst staan.
De titel van het album verwijst naar zijn Aziatische roots (hij werd geboren in Indonesië) en het album Asian dreams en single Asian dreams die hij in 1977 uitbracht. Eerstgenoemde bereikte de gouden status. 
De samenstelling van de cd staat los van de dvd Asian dreams en bestaat, op Trincomalee na, alleen uit liedjes die op de A-kant van een single verschenen en de hitlijsten behaalden.

## Nummers
| Nr. | naam                              | schrijver                                                |
| --- | --------------------------------- | -------------------------------------------------------- |
| 1   | I'm calling                       | Jack de Nijs                                             |
| 2   | Don't break this heart            | Jack de Nijs                                             |
| 3   | In the still of the night         | Jack de Nijs en H. Haast                                 |
| 4   | Papa was a poor man               | Jack de Nijs en H. Haast                                 |
| 5   | Rub-it in                         | Layng Martine jr./R.Chancey                              |
| 6   | I wonder                          | Jack de Nijs en Jacques Verburgt en Jack de Nijs         |
| 7   | Mary Lee                          | Jack de Nijs en Jacques Verburgt                         |
| 8   | Silvery moon                      | Jack de Nijs en K. Naar                                  |
| 9   | Gone girl                         | Jack Clement en Jack de Nijs                             |
| 10  | Me and Bobby McGee                | Kris Kristofferson                                       |
| 11  | After sweet memoiries             | Kent Robbins                                             |
| 12  | Blue brown-eyed lady              | Jack de Nijs                                             |
| 13  | Lonely Christmas                  | Jack de Nijs en Jacques Verburgt                         |
| 14  | Lonely me                         | Jack de Nijs                                             |
| 15  | On this night of a thousand stars | Andrew Lloyd Webber en Tim Rice                          |
| 16  | Forever                           | Jacques Verburgt en Jack de Nijs                         |
| 17  | She was dynamite                  | Jacques Verburgt en Jack de Nijs                         |
| 18  | Sri Lanka my Shangri La           | Jack de Nijs, Milly Trap en K. Naar                      |
| 19  | Woman                             | Jack de Nijs, Milly Trap en K. Naar                      |
| 20  | Shanah                            | Jack de Nijs, Milly Trap en K. Naar                      |
| 21  | Trincomalee                       | Jack de Nijs, Milly Trap en Pieter Bak                   |
| 22  | Lonely street                     | Carl Belew, Kenny Sowder en W.S. Stevenson (Bill McCall) |
| 23  | Puerto de Llansa                  | Jack de Nijs en Milly Trap                               |